# Grzybek (osada)
Grzybek – osada w Polsce położona w województwie kujawsko-pomorskim, w powiecie świeckim, w gminie Osie na obszarze Wdeckiego Parku Krajobrazowego i nad jeziorem Żurskim.
W latach 1975–1998 miejscowość administracyjnie należała do województwa bydgoskiego.
Znajduje się tutaj stanowisko archeologiczne z okresu halsztackiego.
We wsi rosną następujące pomniki przyrody:
| Nr | Nazwa                              | Obwód w cm   | Lokalizacja                       |
| -- | ---------------------------------- | ------------ | --------------------------------- |
| 1. | 2 lipy drobnolistne, robinia biała | 261, 300 332 | ośrodek wypoczynkowo-szkoleniowy  |
| 2. | lipa drobnolistna, dąb szypułkowy  | 261 330      | gminne kąpielisko                 |
| 3. | lipa drobnolistna                  | 296          | oddział nr 224d leśnictwa Zalesie |

## Galeria

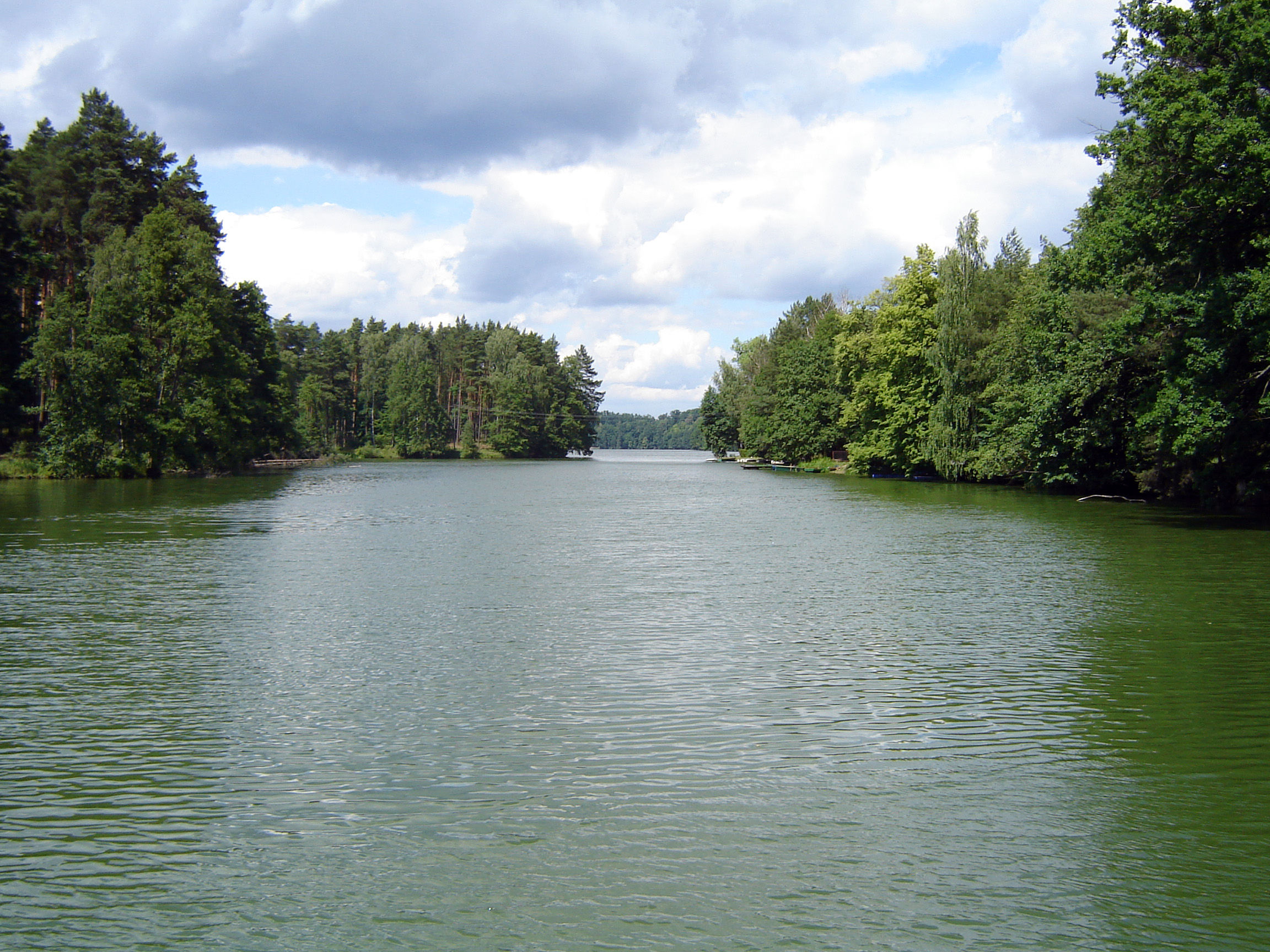
Zatoka Grzybek
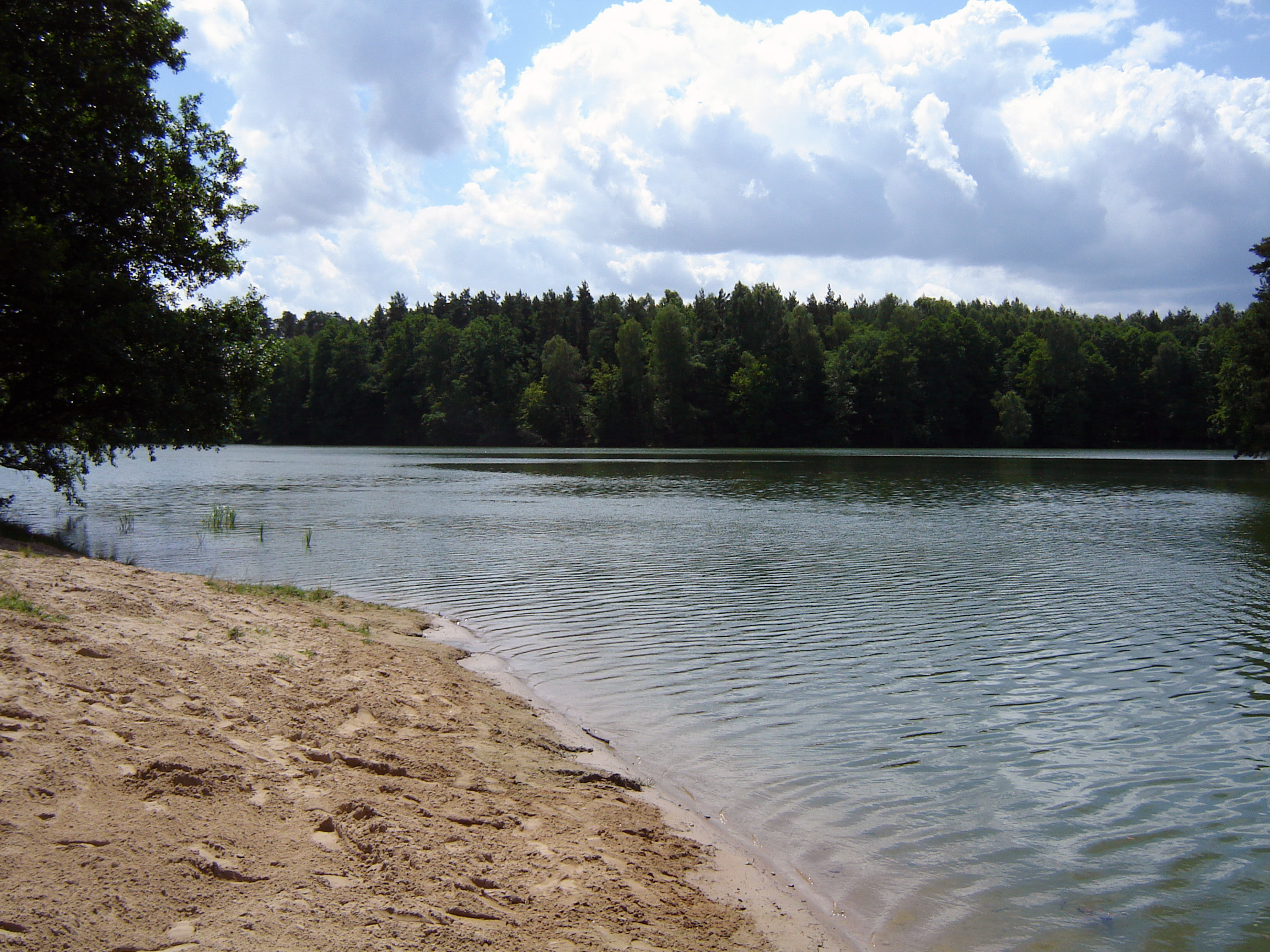
Kąpielisko w Grzybku